# Antonio de Jesús Lobo
Fray Antonio de Jesús Lobo (Catamarca, 11 de octubre de 1873 - 20 de noviembre de 1942) fue un sacerdote franciscano argentino. Fue ternado para Obispo, dirigió el Convento de San Pedro de Alcántara, en Catamarca y realizó una importante obra apostólica y pública.

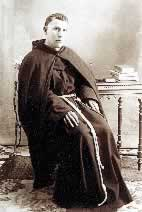
Antonio de Jesús Lobo

## Biografía
Hijo de Don Isidro Lobo, hacendado y comerciante y de Doña Mercedes Antonina del Corazón de Jesús Moyano, hacendada cordobesa. Tuvo 11 hermanos, dos monjas y dos médicos.
El 11 de diciembre de 1890, en la misa conventual, viste el hábito de novicio que recibe de manos de Fray Andrés Herrera, adoptando desde entonces el nombre de fray “Antonio de Jesús".
Llevó una vida dedicada al servicio de los más necesitados siendo llamado El Padre de los Pobres o simplemente El Padre Lobo. En su apostolado atendió enfermos, consoló a desprotegidos, administró sacramentos y congregó en los claustros a pobres y desposeídos a los que regalaba con comidas y ropas.
Son conocidos los diferentes milagros que se le atribuyen y significaron que años después de su muerte se iniciara un proceso de beatificación ante la Santa Sede.

## Obras públicas
Su vida sacerdotal estuvo acompañada de sus obras públicas. 
En 1905 cuando es designado Guardián del Convento se abocó a la tarea de terminar las obras de la actual Iglesia de San Francisco que llevaban más de 20 años paralizadas y pudo concluirlas en menos de 2 años. 
Durante su segunda guardianía del Convento en Catamarca, el 13 de octubre de 1912 se bendijeron y colocaron las piedras fundamentales del nuevo Convento y del Colegio P. Ramón de la Quintana, iniciándose las obras. 
Puso el nombre del Colegio Padre Ramón de la Quintana y de la Biblioteca Pública del Convento, Fray Juan José de Archeverroa.
Funda el Asilo Pan de los Pobres de San Antonio.
El 11 de mayo de 1913 el Padre Lobo propone erigir una estatua de Fray Mamerto Esquiú, y el 11 de mayo de 1926, trece años después, es el propio Padre Antonio quien bendice la piedra fundamental y coloca el primer ladrillo del monumento que está ubicado en la plazoleta del Convento y que fuera realizado en bronce por el Dr. Hernán Cullén Ayerza.
El 16 de marzo de 1919 es creado e inaugurado por el P. Lobo el Museo Esquiú.
Tuvo una extensa obra literaria que no publicó y se destacó por sus investigaciones históricas y es así que el 15 de mayo de 1936, se funda en la Celda del Padre Esquiú la Junta de Estudios Históricos de Catamarca de la que fue “Miembro de Número y Fundador.

## Fallecimiento
Luego de padecer una grave enfermedad, sin dejar de atender confesiones, en su cama de enfermo, fallece el viernes 20 de noviembre de 1942 a las 16:15 horas.
Sus exequias, extraordinarias y únicas, fueron el testimonio inequívoco de la trascendencia del Padre Lobo para la comunidad catamarqueña.
El 19 de setiembre de 1958, en la Curia Eclesiástica de Catamarca, con expresa autorización de la Santa Sede, se inició la Causa de Beatificación de Fray Antonio de Jesús Lobo. 
El 26 de ese mes el Obispo reconoció sus restos según lo establecido por el Código para los Postuladores de las Causas de Beatificación y Canonización y al día siguiente fueron trasladados hasta la Iglesia San Francisco, frente al altar de San Antonio de Padua, donde fueron y están sepultados, traslado que contó con la presencia de miles de fieles y altísimas autoridades religiosas y del gobierno de entonces, que incluía al Provincial de la Orden Franciscana que viajó a Catamarca con ese único propósito.
Los medios de prensa nacionales se hicieron eco del fallecimiento de Fray Antonio de Jesús Lobo.